# Armería (plaats)
Ciudad de Armería is een plaats in de Mexicaanse deelstaat Colima. De plaats heeft 14.091 inwoners (census 2005) en is de hoofdplaats van de gemeente Armería.